# Baltoniodus
Genre
Baltoniodus est un genre éteint de conodontes.

## Espèces
- †Baltoniodus alobatus
- †Baltoniodus cooperi
- †Baltoniodus gerdae
- †Baltoniodus medius
- †Baltoniodus navis
- †Baltoniodus norrlandicus
- †Baltoniodus prevariabilis
- †Baltoniodus triangularis
- †Baltoniodus variabilis

## Utilisation en stratigraphie
La base du Dapingien (qui est aussi le sommet du Floien), le troisième étage de l'Ordovicien, est définie comme la première apparition de Baltoniodus triangularis.
L'étage du Whiterock référe principalement au début du Trias moyen en Amérique du Nord. 
Le terme est souvent utilisé dans la littérature ancienne avec un sens global. 
Le Whiterock s'étale sur une période allant de 471.8 (ca. 472) à 462 m.a., soit une durée de près de 10 millions d'années. 
Officiellement, son début est défini comme la toute première occurrence des conodontes Protoprioniodus aranda ou Baltoniodus triangularis.
L'espèce Baltoniodus gerdae a été trouvée dans le Sandbien précoce au niveau de la Formation de Bromide, dans l'Oklahoma, aux États-Unis.